# Maluru, Sagar
Maluru là một làng thuộc tehsil Sagar, huyện Shimoga, bang Karnataka, Ấn Độ.